# Мотиваційний лист
Мотиваці́йний лист (cover letter CL) — короткий діловий документ (200—250 слів), що доповнює резюме при влаштуванні на роботу.
В навчальних цілях (при подачі заявки на стипендію, грант тощо), мотиваційний лист носить назву statement of purpose та пишеться дещо по-іншому.

## Завдання
Сфокусувати увагу роботодавця на головних аспектах Вашої діяльності.

## Структура
Мотиваційний лист повинен починатися з Вашої контактної інформації (спершу Ваше ім'я, далі адреса, номер телефону, e-mail) у верхньому правому куті. Під цим, вирівняне по лівому краю — ім'я, посада та організація людини, якій адресований даний лист. Варто дізнатися ім'я людини, що буде його читати, та звертатися безпосередньо до нього/неї у листі по імені. З правого боку вкажіть дату написання.